# The Young And The Hopeless (canción)
«The Young & the Hopeless» es el cuarto sencillo tomado del segundo álbum de estudio de Good Charlotte, The Young And The Hopeless.

## Listado
1. «The Young & the Hopeless»
2. «Girls & Boys» (Abbey Road session)
3. «Hold On» (video)
4. «The Young & the Hopeless» (video)
5. «Emotionless»

## Certificaciones
| País        | Ventas  | Certificación |
| ----------- | ------- | ------------- |
| Canadá      | 50 000  | Platino       |
| Reino Unido | 100 000 | Platino       |
| Irlanda     | 5000    | Platino       |
| EUA         | 500 000 | Platino       |

## Posicionamiento
| Listas (2007)                            | Posición |
| ---------------------------------------- | -------- |
| ARIA Singles Chart                       | 2        |
| Canadian Hot 100                         | 3        |
| Costa Rican Top 40                       | 2        |
| Finnish Singles Chart                    | 7        |
| New Zealand RIANZ Singles Chart          | 11       |
| U.S. Billboard Hot 100                   | 18       |
| U.S. Billboard Adult Top 40              | 16       |
| U.S. Billboard Hot 100 Recurrent Airplay | 2        |
| U.S. Billboard Hot Single Recurrents     | 1        |
| U.S. Billboard Top 40 Mainstream         | 1        |
| U.S. Billboard Pop 100                   | 11       |